# 关刀镇
关刀镇，是中华人民共和国湖北省咸寧市通城县下辖的一个乡镇级行政单位。

## 行政区划
关刀镇下辖以下地区：
官塘社区、高冲村、八仙村、白马村、杨田村、五流村、八燕村、里港村、关刀村、春雷村、水兴村、台源村、新建村、黄丰村、云水村、杨家村、高桥村、道上村、棋盘村和东山村。